# Шарипов, Сабыр
Сабыр Шари́пов (настоящее имя — Мухаммедсабыр Шари́фович Давле́тшин) (7 июля 1882, Елабужский уезд, Вятская губерния — 17 июля 1942, Москва) — советский писатель, общественный деятель, борец за установление Советской власти в Казахстане.

## Биография
Родился 7 июля 1882 года в деревне Варзи Елабужского уезда Вятской губернии (ныне Агрызского района Республики Татарстан). По национальности — татарин. Окончил медресе. В 16 лет уехал из родной деревни в Елабугу, потом в Павлодар.

В 1898-1903 годах учился в Павлодарской сельскохозяйственной школе-интернате. В 1904-1916 годах работал учителем в школах Баян-Аула, близ Атбасара, плотником, заведующим складом, переводчиком, писарем в местных органах Акмолинского и Кокчетавского уезда. Во время Февральской революции 1917 года находился в Кокчетаве, в том же году был принят в члены РСДРП, спустя некоторое время был избран секретарём Кокчетавской социал-демократической группы, затем участвовал в установлении Советской власти в Сибири, Туркестане, Кокчетаве, Петропавловске.
В 1919 году работал председателем ревкома Атбасарского уезда, в 1921-1924 годах -заместителем председателя, председателем Акмолинского губисполкома, в 1928-1932 годах — заместителем управляющего треста «Эмбанефть» в Москве, в 1932-1934 годах — директором-инспектором советско-иранского акционерного общества «Венир — Хуриан Лиматед», в 1934-1935 годах — представителем Наркома внешней торговли СССР в Южном Казахстане, в 1935-1937 годах — старшим научным сотрудником Института истории партии при ЦК Компартии Казахстана, в 1938-1941 годах — директором учреждений глубоких бурений в Кулсары и Доссоре, конторы геологической разведки треста «Эмбанефть».

## Творчество

Памятник-бюст С. Шарипову в Алма-Ате

Первое произведение Сабыра Шарипова — повесть «Алтыбасар» (1918—1919) вышла в свет на казахском языке в 1923-1924 годах в журнале «Кызыл Казахстан». В ней показаны дореволюционная жизнь, обычаи и традиции казахского народа, взаимоотношения рабочих разных наций, их положение в обществе, бесперспективность кочевой жизни, призыв к оседлости, необходимость заняться земледелием. Повесть «Беззаконие» (1921—1935) посвящена описанию классовой борьбы, развития капиталистических отношений в казахской степи, страдания трудящихся.
Иранский период был насыщен активной деятельностью по укреплению дружбы и экономических связей с соседними народами. Повесть «Рузи Иран» (1935) посвящена жизни иранского народа, советским эмигрантам, выехавшим в Иран в поисках лучшей жизни. Во второй повести об Иране — «Ляйля» (1937) описана любовь двух молодых людей, которая стала символом освободительной борьбы.
Повесть «Бекболат» (1937) основана на исторических событиях, прототипом Бекболата был национальный герой казахского народа Амангельды Иманов, предводитель национально-освободительного движения 1916 года.
Перу Сабыра Шарипова также принадлежат рассказы «Пиявка» (1929), «Выход в город» (1929), «Озеро Ердена» (1929), «Камен» (1935), «Жаубасар» (1937), художественные очерки «Собачья шкура» (1936), «Накануне восстания» (1936), «Массовое восстание» (1936), «Алабас» (1936), «Албан-Бугы» (1936), «Тайшим Орыс-улы» (1937) и другие.